# Ants Piip

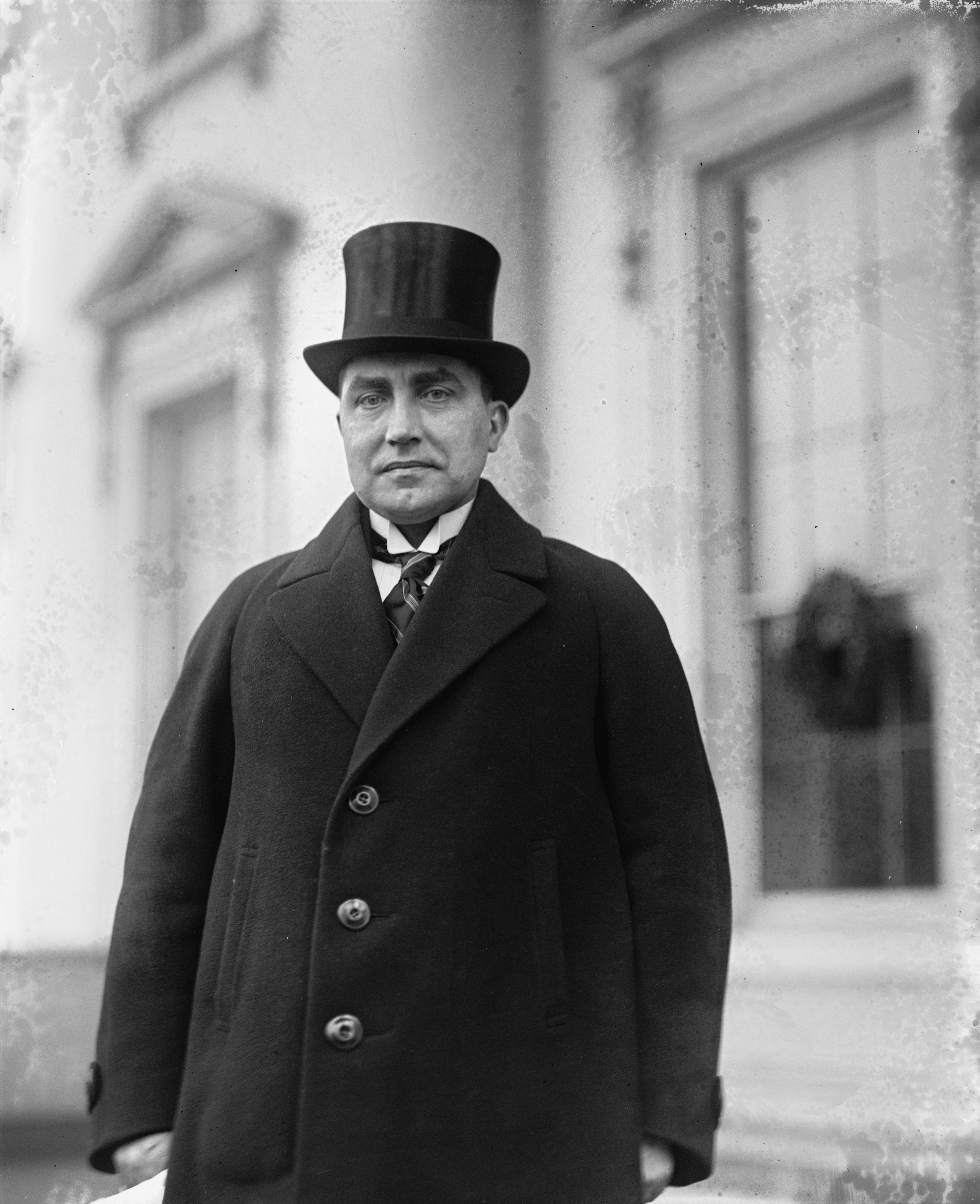
Ants Piip

Ants Piip (28 de febrer de 1884, Tuhalaane, avui en dia la Parròquia de Karksi, Comtat de Viljandi, Estònia - 1 d'octubre de 1942) va ser un advocat, diplomàtic i polític estonià.
Piip estudiar al seminari de professors a Kuldīga (abans Goldingen), actualment Letònia. Entre 1903 i 1905, va ser un empleat de la parròquia i mestre d'escola a Alūksne (Alulinn, Marienburg, avui en dia Letònia), també va ser professor a l'Escola grega ortodoxa Emperador Nikolai a la Parròquia de Kuressaare entre 1905 i 1906, a l'Escola Kuressaare Marina a 1906 - 1912, i a l'Escola Mercant Janson a Sant Petersburg el 1913-1915. Va aprovar els exàmens d'alta escola a l'Estat Kuressaare, va estudiar al Departament de Dret de la Universitat de Sant Petersburg entre 1908 i 1913, va fer els cursos addicionals a la Universitat de Berlín el 1912 i va rebre una beca per a científics de la Universitat de Sant Petersburg (1913-1916).
Piip era un membre de l'Assemblea de la província d'Estònia (Eesti Maapäev), i més tard un membre de l'Assemblea Constituent (Asutav Kogu), i després d'això, del Riigikogu. El 1917-1919, Piip va ser membre de la Missió de Relacions Exteriors d'Estònia a Sant Petersburg ia Londres, va participar en la Conferència de Pau de París. El 1919 va ser adjunt al Ministre de Relacions Exteriors, 1919-1920 Membre de la delegació d'Estònia en les negociacions de pau de Tartu entre Estònia i la República Socialista Federativa Soviètica de Rússia. El 1919-1940 va ser professor de Dret Internacional a la Universitat de Tartu. El 1920, va ser representant diplomàtic de la República d'Estònia a la Gran Bretanya. 1920-1921, mentre que Elder d'Estat, Piip va ser també el ministre de la Guerra. Va ocupar la posició de Ministre d'Afers Exteriors en cinc ocasions, també es trobava el 1923-1925 l'Enviat d'Estònia als Estats Units d'Amèrica. Durant 1938-1940, Piip va ser també membre de la Riigivolikogu (segona cambra del Riigikogu acord amb la seva estructura de caràcter temporal).
Piip va ser arrestat per la NKVD el juny de 1941 i va morir en un camp de presoners soviètics l'any següent.